# Eva Andén
Eva Johanna Andén, född 23 april 1886 i Uppsala i Uppsala län, död 1970, var en svensk jurist och Sveriges första kvinnliga advokat. 

## Biografi
Andén var dotter till köpmannen Heribert Andén och Elin Forssman samt syster till Anders Andén. Efter studentexamen 1906 studerade hon juridik vid Uppsala universitet. Hon hade ett stort intresse för att förbättra barns och kvinnors rättsliga ställning och fick hjälp av sin förebild och på universitetet, docenten i civilrätt Elsa Eschelsson.

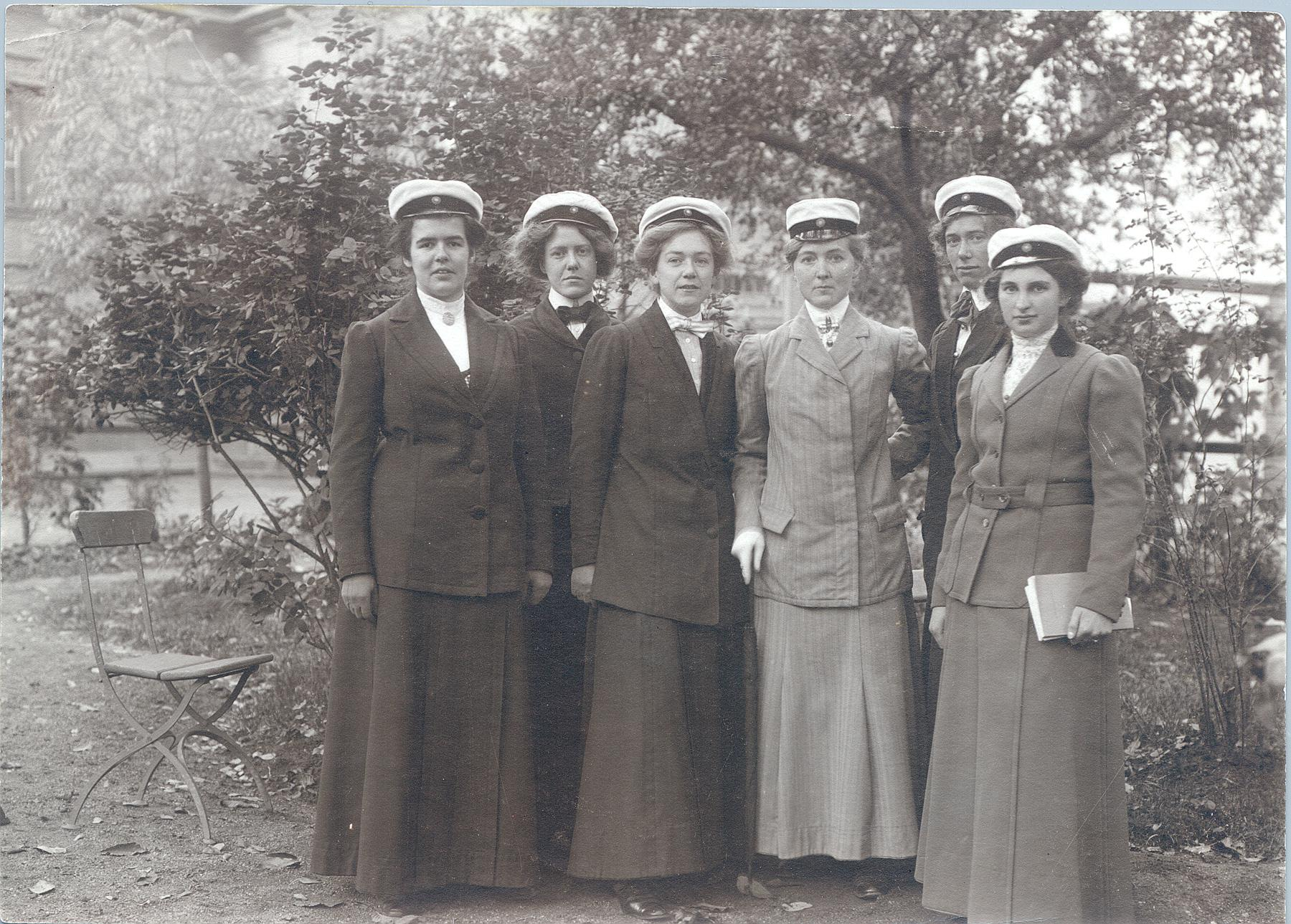
I Uppsala hösten 1911. Från vänster till höger: Ingrid Reuterskiöld, Polly Fryklund, Beth Hennings, Eva Andén, Elin Odencrantz samt Märta Tamm-Götlind.

Hon tog juridisk examen (juristexamen) 1912 och blev föreläsare inom juridik. På grund av sitt kön fick hon inte arbeta som jurist, men hon lyckades få en tjänst som tingsnotarie hos häradshövdingen i Falun. Med hjälp av sina betyg därifrån kunde hon bli praktikant på advokatbyrån Morssing & Nycander i Stockholm. Som praktikant fick hon under sitt arbete i rätten redogöra för att hon var ogift, eftersom en gift kvinna var omyndig och behövde makes tillstånd för att kunna arbeta. Först med behörighetslagen 1925, som jämställde manliga och kvinnliga tjänstemän, försvann slutgiltigt denna bestämmelse. 
År 1915 tog hon över Kvinnliga Juristbyrån i Stockholm efter Anna Pettersson. År 1918 accepterades hon efter ansökan som medlem i Sveriges Advokatsamfund. Samfundet hade inga formella hinder för kvinnor att bli medlemmar, men det hela uppfattades som något exceptionellt. I samfundets protokoll från den 14 mars 1918 antecknades det att: "Fröken Eva Andén vore den första kvinnan som vunnit inträde i Sveriges Advokatsamfund, varom meddelande till pressen skulle ske". Efter att Eva Andén antagits som ledamot av Advokatsamfundet ändrades hennes firmas namn till Eva Andéns Advokatbyrå. Hon blev 1919 kompanjon med Mathilda Staël von Holstein, som 1921 blev Sveriges andra kvinnliga advokat. 
Eva Andén var en framgångsrik advokat och ofta anlitad särskilt inom skilsmässor, arv, underhållsbidrag och vårdnadsfrågor. Bland hennes klienter märks Selma Lagerlöf, Barbro Alving och Astrid Lindgren. Hon var vän till Alexandra Kollontay, Karolina Widerström och Ellen Fries. Hon kom att få ett stort inflytande som ledamot i en kommitté som fungerade som Advokatsamfundets remissinstans inom familjerättslig lagstiftning.
Hon gifte sig aldrig men sammanlevde länge med sin medarbetare, Lisa Ekedahl. Eva Andén var verksam fram till sin död. Hon är begravd på Uppsala gamla kyrkogård.
Andén var ordförande i Samfundet De Nio 1949–1962.